# Anne Finch
Anne Finch, grevinna av Winchilsea, född Kingsmill 1661, död 1720, var en engelsk poet och hovfunktionär. 
Hon debuterade som författare 1701 och utgav dikter, sånger, religiösa verser influerade av politik, religion och estetik. Hon alluderar till samtida kvinnliga författare som Aphra Behn och Katherine Phillips och kommenterade den samtida kvinnliga könsrollen och har kallats för en av de mer betydande kvinnliga diktarna i England under sin samtid. 
Anne Kingsmill var hovfröken till kungens svägerska Maria av Modena mellan 1682 till sitt giftermål med Heneage Finch 1684. Hennes make var hovman och hon stannade vid hovet även sedan hon förlorat sin egen anställning genom sitt giftermål. Efter den ärorika revolutionen 1688 blev hennes make arresterade och fängslad en tid som lojalist till Jakob II och då han släpptes levde de ett diskret liv på landet.